# Ciuperceni, Satu Mare
Ciuperceni (maghiară Gombáspuszta) este un sat în comuna Agriș din județul Satu Mare, Transilvania, România.

 Acest articol despre o localitate din județul Satu Mare este deocamdată un ciot. Puteți ajuta Wikipedia prin completarea lui.